# Sant Feliu de Cadins
Sant Feliu de Cadins era un monestir de l'orde del Cister femení als afores de Cabanes (Alt Empordà), del que només es conserva l'església, inclosa a l'Inventari del Patrimoni Arquitectònic de Catalunya.

## Història
És documentat per primera vegada l'any 1169 en una butlla papal d'Alexandre III, en la qual convertia l'església ja existent en abadia i cap de l'antiga matriu de l'orde de Catalunya. Aquest mateix any, una part de la comunitat de Valldemaria (prop d'Hostalric) s'instal·là a Cadins i el priorat quedà sota la seva direcció. D'aquesta manera, el monestir passà a ser el principal de l'orde.
El rei Carles II de Nàpols i la seva filla Blanca d'Anjou hi van pernoctar a finals d'octubre del 1295, ja que l'endemà, Blanca s'havia de casar a Santa Maria de Vilabertran amb el rei Jaume el Just.
A causa dels continus atacs pels francesos, les monges van abandonar Cadins el 1492, i es traslladaren a Santa Susana del Mercadal a Girona i, el 1494, a Salt. Tot i abandonar el monestir, les monges varen mantenir el domini directe sobre les cases, terres, pastures, etc. a les poblacions de Cabanes, Llers, Pont de Molins, Vilamalla i Vila-sacra, fins a la desamortització de Mendizabal de 1836.
El 1517, les dependències foren venudes el 1517, el cementiri restà sepultat sota les terres arrossegades per les contínues riuades, quedant-ne només l'església, que actualment serveix de paller al mas de Sant Feliu.

## Església
És de planta de creu llatina, formada per una sola nau (42,5 m de llarg per 10  d'ample) amb creuer (21,5 m de llarg) i capçalera rectangular. La nau és coberta amb volta apuntada, mentre que el creuer i l'absis presenten volta de creueria.
La porta d'accés principal està localitzada al mur de migdia, adossada al costat del creuer. És de doble arc de mig punt en gradació i adovellat, amb dues motllures que recorren l'intradós. La resta del parament presenta cinc contraforts adossats amb petites finestres de mig punt adovellades i doble esqueixada, entremig. Aquests contraforts es repeteixen al parament de tramuntana. El mur de ponent presenta un allargat finestral d'arc de mig punt adovellat, amb una motllura semicircular amb impostes que recorre la seva part superior. Actualment l'obertura està tapiada. Tant l'absis com els braços del creuer presenten contraforts reforçant les cantonades i estretes finestres allargades d'arc apuntat i doble biaix. En tot l'edifici només hi ha dues obertures circulars a manera de rosetons, decorades amb una flor central. Una està ubicada a l'extrem superior de la nau i l'altra forma part de la banda sud del creuer. Aquesta última part de la construcció presenta tres cossos adossats amb posterioritat, amb les cobertes de dues vessants. La construcció és bastida amb carreus de pedra ben desbastats, disposats en filades perfectament regulars.
A l'extrem de llevant de l'absis hi ha un altre edifici rectangular adossat. És probable que aquestes estructures formin part del mas Sant Feliu, ja que responen a magatzems i espais destinats a ús agrícola. De fet, el mateix temple també ho està.
El conjunt és la mostra més notable d'arquitectura cistercenca de la comarca, coetània amb Santes Creus i Poblet.